# Juan Larramendi Arburua
Juan Larramendi Arburua (Vera de Bidasoa, 21 de mayo de 1917-Vera de Bidasoa, 12 de octubre de 2005) fue un cantante, poeta y pintor paisajista beratarra considerado como uno de los máximos exponentes de la escuela del Bidasoa (generación anterior a la guerra civil española). Fue como pintor, que consiguió gran fama localmente e incluso llegó a exponer sus obras en galerías sudamericanas de Venezuela, Brasil y Argentina. Fallece en 2005 en su pueblo de nacimiento, legando un gran patrimonio a su comunidad que tanto le inspiro para pintar.

## Biografía
Es uno de los doce hijos del matrimonio entre Ignacio de Larramendi y del Puerto, de la casa Errikoitxia de Vera, y de asunción de Arburúa e Iturri, de la denominada Etxebertze, de Echalar. Su padre fue hombre de sólidos principios, muy religioso y recto. Aunque alpargatero de oficio, su talento natural y exquisita sensibilidad artística le permitieron dedicarse con éxito, como aficionado, a la literatura, componiendo poesías en vascuence de inspiración popular.
Juan Larramendi, pronto huérfano de madre, queda marcado desde pequeño por la fuerte personalidad de su padre, rígido educador. Una consiguiente rebeldía juvenil, las circunstancias políticas de la guerra, la situación económica familiar y el afán aventurero le conducirían a Venezuela en 1947, pero hasta entonces se desarrolla en él una vocación artística.
Hasta que marcha a América en 1947, vive una intensa vida pictórica con exposiciones individuales en los salones de la Diputación Foral de Navarra, en San Sebastián, Mar de plata (Argentina) y Bilbao. Son años difíciles en la posguerra, más aún habiendo sido prófugo en el pueblo vascofrancés de Sara.
En 1946 decide marcharse a París a matricularse en la Academia de Bellas Artes a pesar de tiempo después optar por establecerse independiente por su negativa al arte vanguardista retórico y a la "idolatría a la geometría".
Ese mismo año realiza su éxodo a Hispanoamérica donde pasa algo más de dos décadas con muchos altibajos pero siempre viajando y exponiendo. Se convirtió en su modo de vida y en 1969, ya cansado, sin rumbo y con un hijo a su espera, regresa a su pueblo animado por el sentimiento de desarraigo.

## Exposiciones
- Bilbao (1944)
- I Feria del arte del ayuntamiento de Pamplona (1944)
- Salones de la Diputación Foral de Navarra (1945)
- San Sebastián (1946)
- Estudio de Mauricio Flores Kaperotxipi, Argentina (1946)
- Exposición de arte y artesanía del Bidasoa, Irún (1946)
- Bilbao (1947)
- Caracas, Ciudad Bolívar y Entre los indios makiritares, Brasil (1947-1949)
- Sala Atrhogar, Bilbao (1970-1971)

- Galería Caledonia, Bilbao (1974-1977, 1985)

- Galería Gavar, Madrid (1976)

- Galearte, Pamplona (1977)
- Sala de Cultura de la CAN, Burlada (1980)
- Nafarroa Oinez, sociedad Gure Txokoa, Vera de Bidasoa (1984)
- Galería Monet, Pamplona (1984)
- Galería Echeberría, San Sebastián (1985, 1990-Permanencia)
- Museo de Navarra, Pamplona (1986)
- Palacio de Urdanibia, Irún (1986)
- Escuela de Artes y Oficios de Vitoria (1986)